# 콜롬보구

콜롬보 구

콜롬보구(싱할라어: කොළඹ දිස්ත්‍රික්කය, 타밀어: கொழும்பு மாவட்டம்)는 스리랑카를 구성하는 25개 구 가운데 하나로 행정 중심지는 콜롬보이며 면적은 699km2, 인구는 2,309,809명(2012년 기준)이다. 행정 구역상으로는 서부 주에 속한다. 스리랑카의 법률상 수도인 스리자야와르데네푸라코테와 스리랑카의 행정·경제 중심지인 콜롬보가 이 곳에 있다.